# Dietrich zu Klampen
Dietrich zu Klampen (* 10. Februar 1959) ist ein deutscher Verleger und Buchhändler.

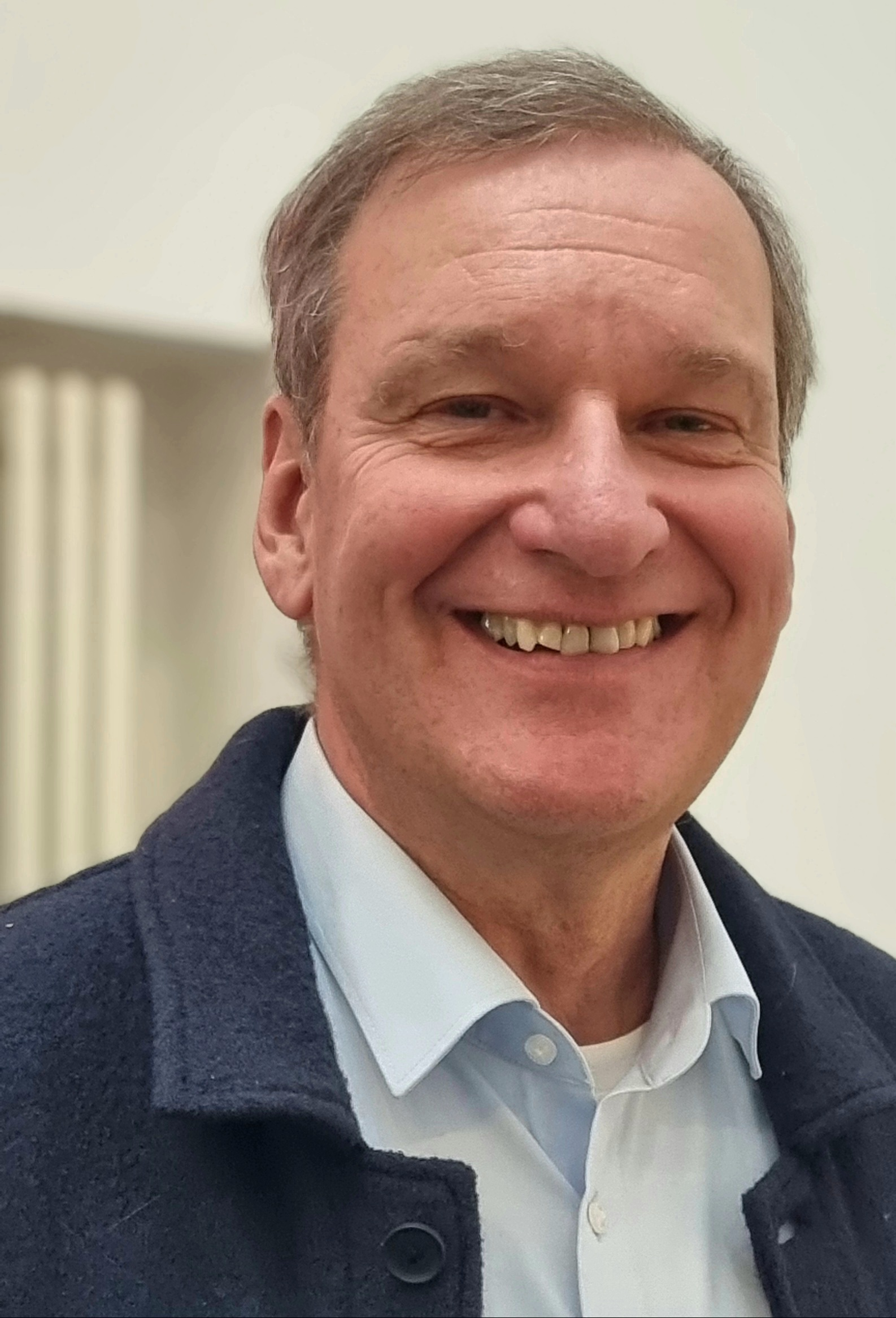
Dietrich zu Klampen

## Leben
Noch während des Diplom-Pädagogik-Studiums an der Leuphana Universität Lüneburg, im Jahre 1983, gründete Dietrich zu Klampen zusammen mit Gerhard Schweppenhäuser und Rolf Johannes den zu Klampen Verlag. Nach dem Studium arbeitete er als Sozialpädagoge beim Berufsfortbildungswerk des DGB in Büsum. 1989 entschied sich zu Klampen dafür, die Verlagsarbeit zur Vollzeitbeschäftigung zu machen. 1990 gründete er mit Rolf Johannes die Buchhandlung Unibuch in Lüneburg, die jedoch 2020 aufgelöst wurde.

## Ehrenamt
Dietrich zu Klampen führte neben seiner Verlagstätigkeit schon zahlreiche Ehrenämter aus.
So engagierte sich Verleger Dietrich zu Klampen ehrenamtlich im Vorstand der Kurt-Wolff-Stiftung (2010 bis 2015) sowie seit vielen Jahren im Vorstand des Literaturhaus Hannover und dem des Landesverbandes Nord des Börsenverein des deutschen Buchhandels.
Er initiierte den niedersächsischen sowie Deutschen Buchhandlungspreis mit, für das Literaturhaus Hannover rief er die Reihe „Klartext“ ins Leben und kuratierte sie lange Zeit.
2012 konzipierte Dietrich zu Klampen zusammen mit dem Verein „Kunst und Begegnung Hermannshof“ das jährlich stattfindende Festival „Junge Literatur auf dem Lande“, welches er bis 2020 auch kuratierte. Das aus einer dreitägigen Lesereihe junger Autoren sowie einem schulischen Workshop bestehende Festival ist seit 2016 Teil des VGH-Literaturfestes.

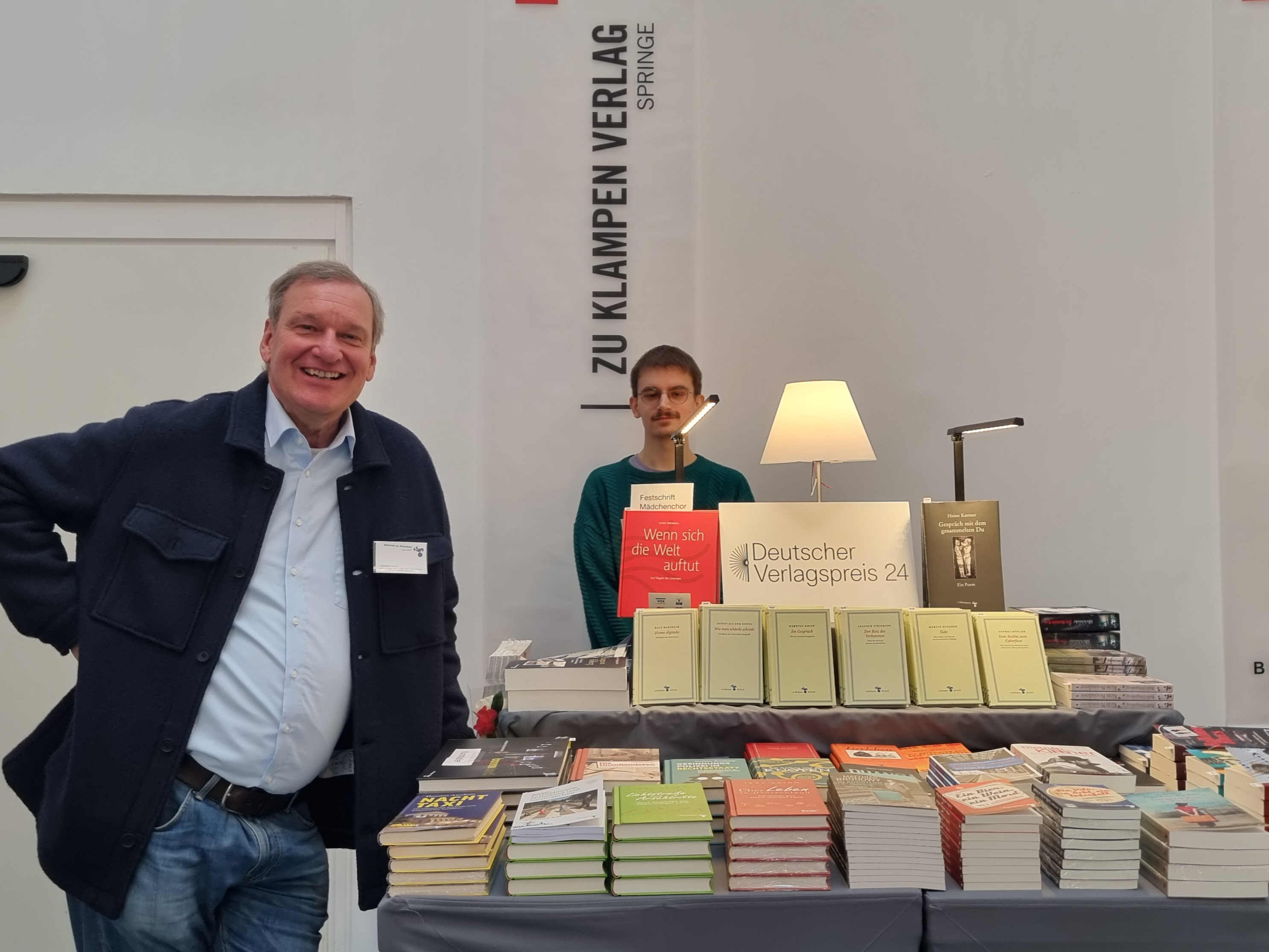
Zu Klampen auf der Buchlust 2024

Seit 2002 ist zu Klampen Mitglied des Messebeirats der Leipziger Buchmesse.